# Canet-en-Roussillon
Canet-en-Roussillon (katalanisch Canet de Rosselló) ist ein südfranzösischer Badeort und eine Gemeinde mit 13.005 Einwohnern (Stand 1. Januar 2022) im Département Pyrénées-Orientales in der Region Okzitanien.

## Lage und Klima
Der Ort Canet-en-Roussillon liegt ca. 12 km (Fahrtstrecke) östlich von Perpignan nahe der Mittelmeer-Küste in einer Höhe von ca. 15 m. Der Fluss Têt mündet nördlich des Strandes ins Meer. Der südliche Teil der Gemeinde grenzt an den brackigen, ca. 3 km langen und bis zu 2 km breiten Étang de Canet-Saint-Nazaire, der auch nur Étang de Canet genannt wird. Das Klima ist gemäßigt bis warm; Regen (ca. 580 mm/Jahr) fällt – mit Ausnahme der Sommermonate – übers Jahr verteilt.

## Bevölkerungsentwicklung
| Jahr                      | 1800 | 1851 | 1901  | 1954  | 1999   | 2016   |
| Einwohner                 | 281  | 509  | 1.026 | 1.853 | 10.182 | 12.069 |
| Quelle: Cassini und INSEE |      |      |       |       |        |        |

Das enorme Bevölkerungswachstum der Gemeinde ist vor allem auf den sich in der zweiten Hälfte des 20. Jahrhunderts mehr und mehr entwickelnden Badetourismus zurückzuführen.

## Wirtschaft
In früheren Jahrhunderten lebten die Bewohner der Gemeinde als Selbstversorger vom Fischfang und von den Erträgen ihrer Felder und Gärten sowie in geringem Umfang von der Viehzucht. Nur ein kleiner Teil des Gemeindegebiets wird noch für den Weinbau genutzt; die hier produzierten Weine dürfen unter verschiedenen Appellationen vermarktet werden. Seit den 1960er Jahren spielt der Hotel- und Strandtourismus eine immer wichtiger werdende Rolle.

## Geschichte
Die Mittelmeerküste war schon in vorgeschichtlicher Zeit ein wichtiger Verkehrsweg zwischen Mittel- und Südeuropa und der Iberischen Halbinsel. Erste bedeutende Funde auf dem Gemeindegebiet von Canet sind zwei Nekropolen der Urnenfelderkultur. In keltischer und römischer Zeit fand sich etwa auf halbem Wege zwischen Canet und Perpignan die antike Siedlung Ruscino. Die Römer betrieben in Strandnähe mehrere Salinen zur Meersalzgewinnung. Beim Puig del Baja wurde eine weitere Siedlung entdeckt, die bis in die Zeit der Westgoten hinein genutzt wurde. Aus Angst vor maurischen Piratenübergriffen zogen sich die Bewohner etwas weiter ins Binnenland zurück, wo vielleicht schon im 10. Jahrhundert eine Burg (château) und mehrere Dörfer entstanden. Die erstmalige schriftliche Erwähnung der Burg und des Ortsnamens Castellum de Caned stammt aus dem Jahr 1013. In den Jahren zwischen 1276 und 1344 gehörte die gesamte Grafschaft Roussillon zum Königreich Mallorca. Im hohen Mittelalter entbrannte der Streit zwischen den Königreichen Frankreich und Aragón um den Besitz des Roussillon, der anhaltende militärische Scharmützel zur Folge hatte. Canet wurde im Jahr 1642 von der französischen Artillerie schwer beschossen; viele Häuser wurden zerstört. Die Auseinandersetzungen endeten schließlich mit dem Pyrenäenfrieden (1659) und dem Anschluss des Roussillon an Frankreich.

## Sehenswürdigkeiten
- Château Vicomtal aus der Mitte des 11. Jahrhunderts
- Kapelle Saint-Martin im Château, ebenfalls aus der Mitte des 11. Jahrhunderts
- Kirche Saint-Jacques, 1241 erstmals erwähnt
- Zehn Fischerhütten aus Schilfrohr und Holz, 1993 nach historischem Vorbild errichtet
- Altstadt mit Teilen der mittelalterlichen Stadtbefestigung
- Strand

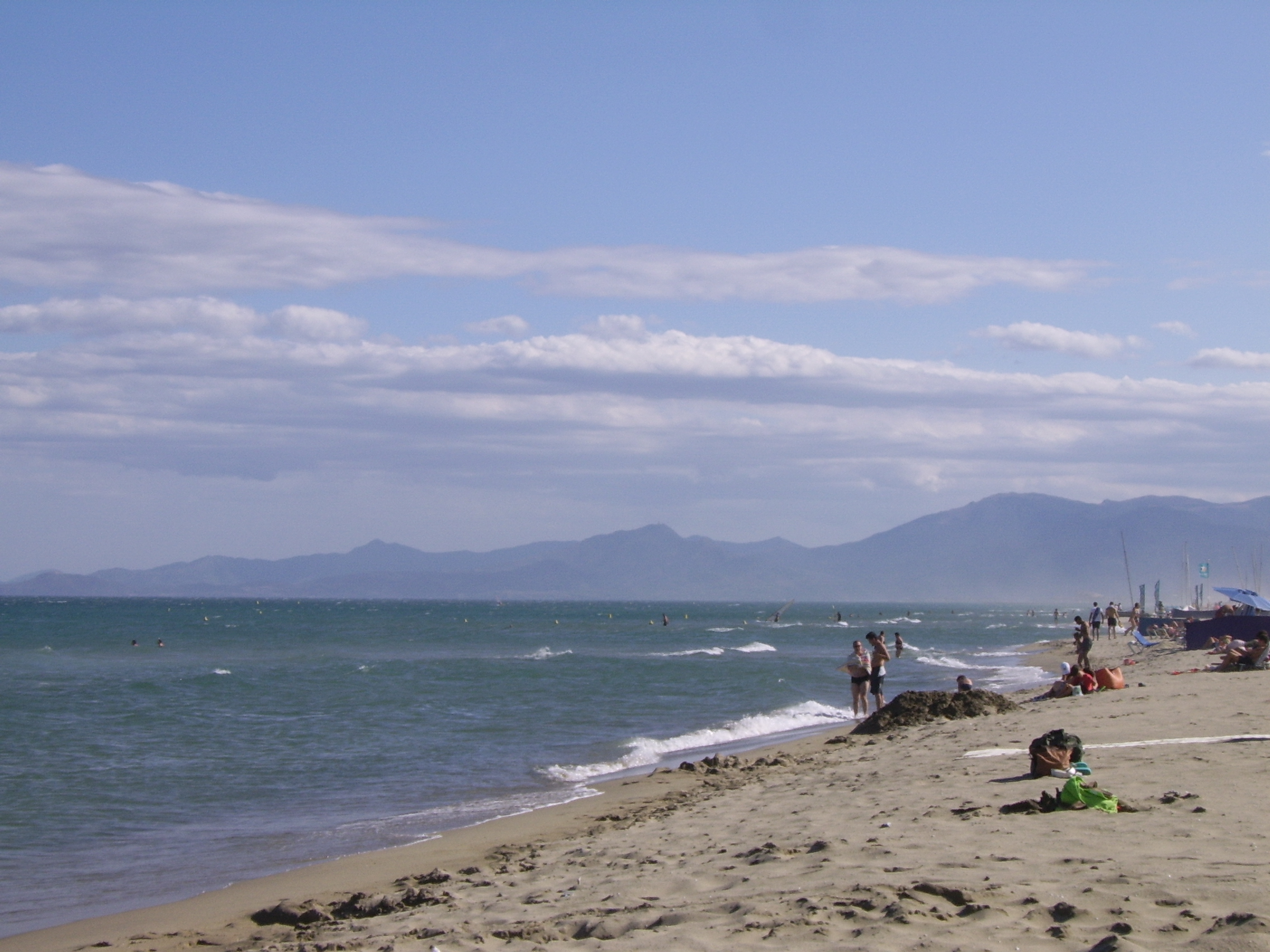
Der Strand
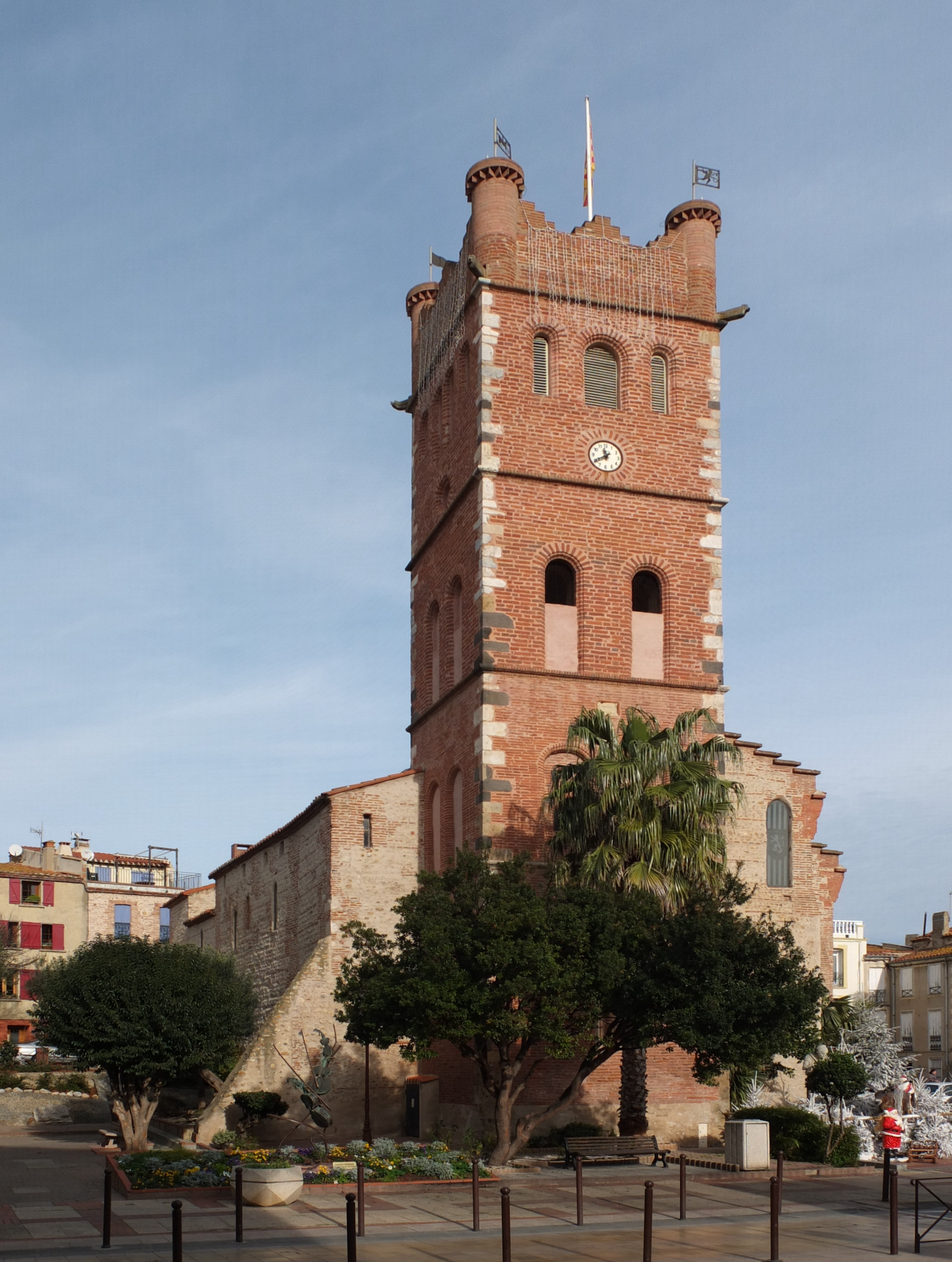
Die Kirche Saint-Jacques
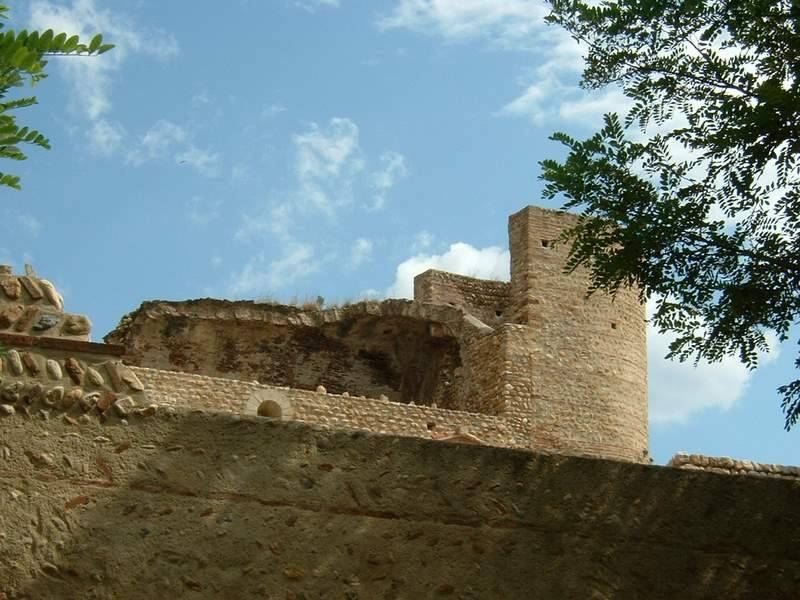
Kapelle Saint-Martin
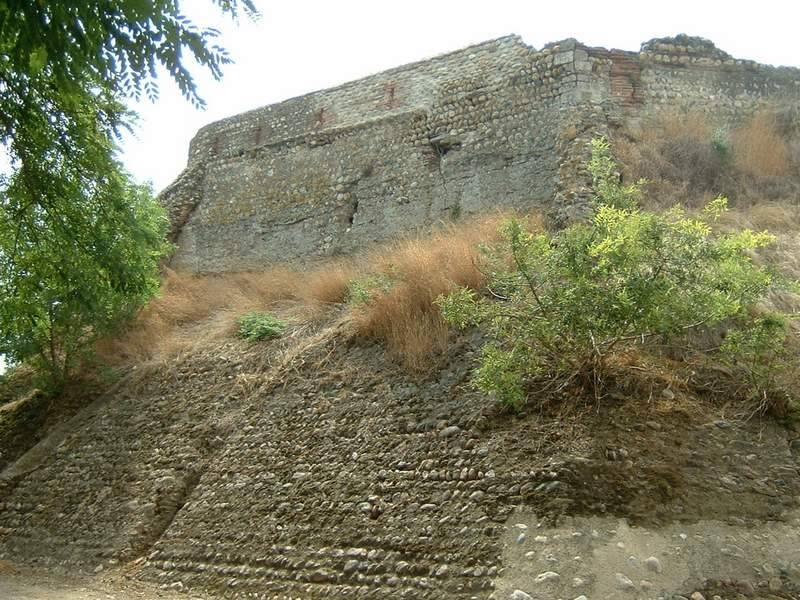
Nordwestecke des Châteaus
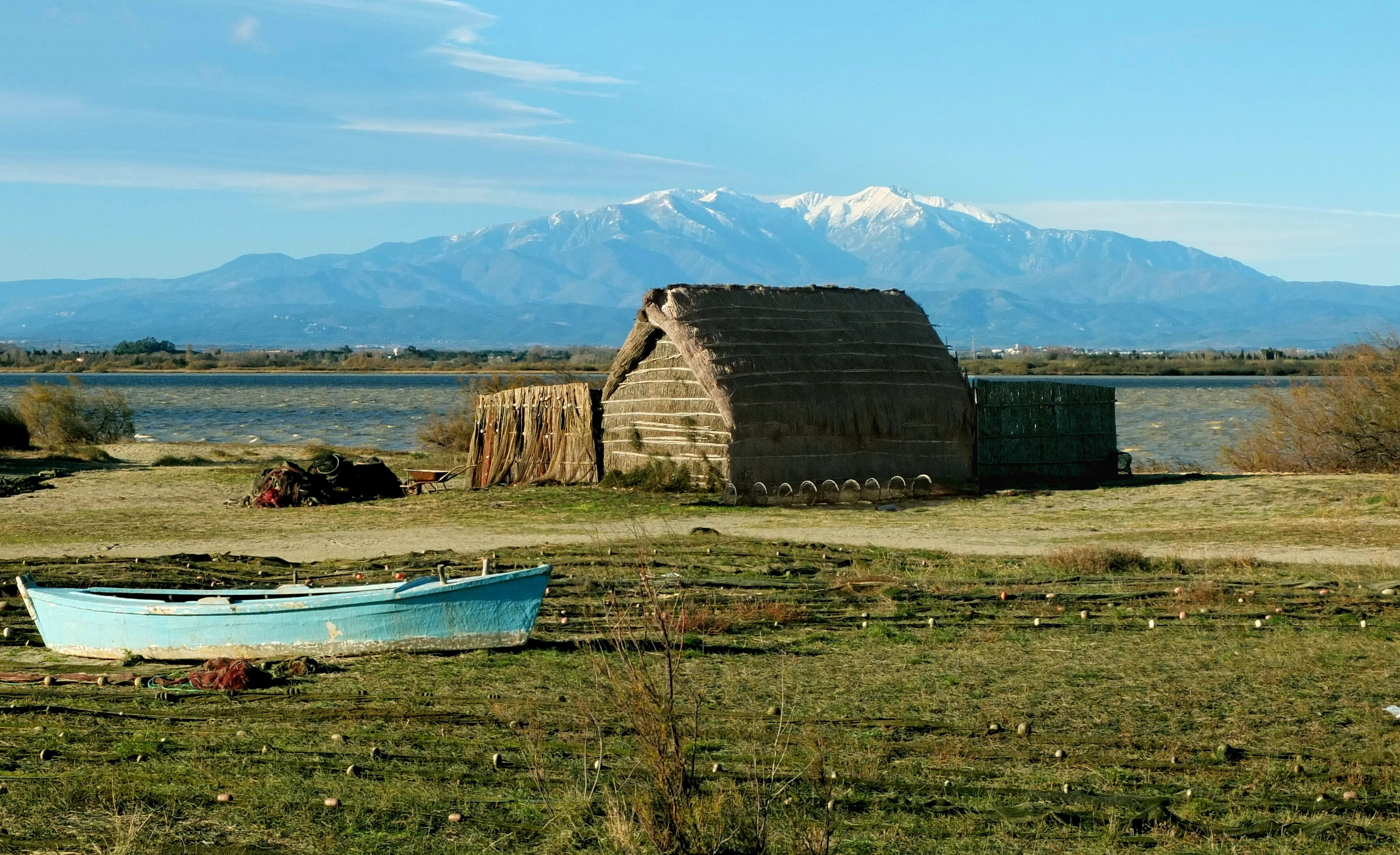
Historisches Fischerdorf mit dem Étang de Canet-Saint-Nazaire und dem Canigou im Hintergrund
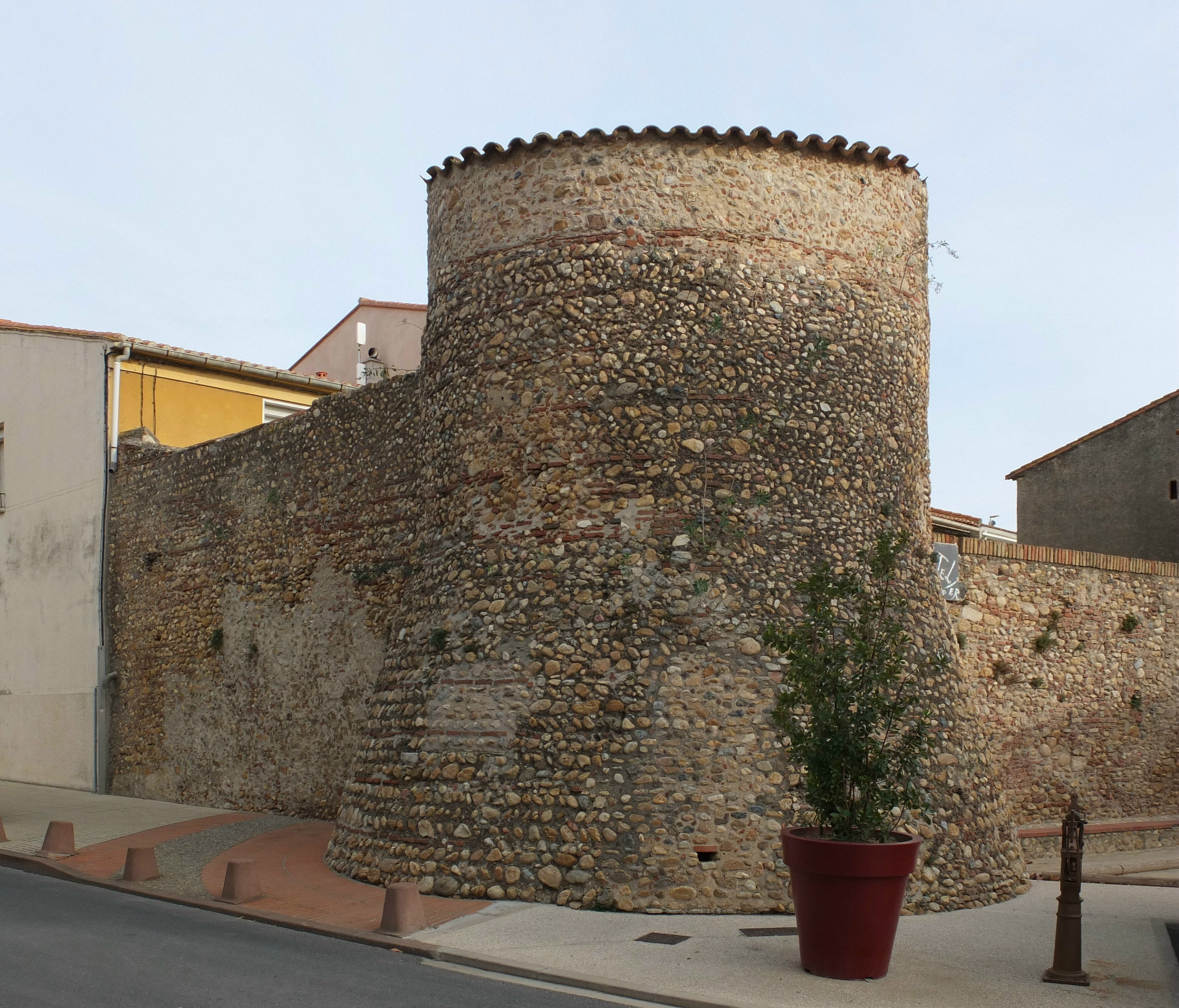
Tour de la Bascule, Teil der mittelalterlichen Stadtbefestigung

## Persönlichkeiten
- Arlette Franco (1939–2010), Bürgermeisterin von Canet (1989–2010), Abgeordnete in der Nationalversammlung und ehemalige Vizepräsidentin der Fédération Française de Natation

## Städtepartnerschaften
- Maynooth (Irland), seit 2011